# الناحية المركزية (مقاطعة أسد آباد)
الناحية المركزية لمقاطعة أسد آباد (بالفارسية: بخش مرکزی شهرستان اسدآباد) هي ناحية (بخش) في مقاطعة أسد آباد التابعة لمحافظة همدان في إيران. بلغ عدد سكانها في تعداد عام 2006م 104.566 نسمة، يتوزعون على 25167 أسرة. يوجد بالناحية ة مدينتان: أسد آباد وأجين. وفيها ستة مناطق ريفية: قسم تشهار دولي الريفي وقسم دربندرود الريفي وقسم جلغة الريفي وقسم كليائي الريفي وقسم بير سليمان الريفي وقسم سيد جمال الدين الريفي.